# Onisimus nanseni
Onisimus nanseni är en kräftdjursart som beskrevs av Georg Ossian Sars 1900. Onisimus nanseni ingår i släktet Onisimus och familjen Uristidae. Inga underarter finns listade i Catalogue of Life.

## Bildgalleri

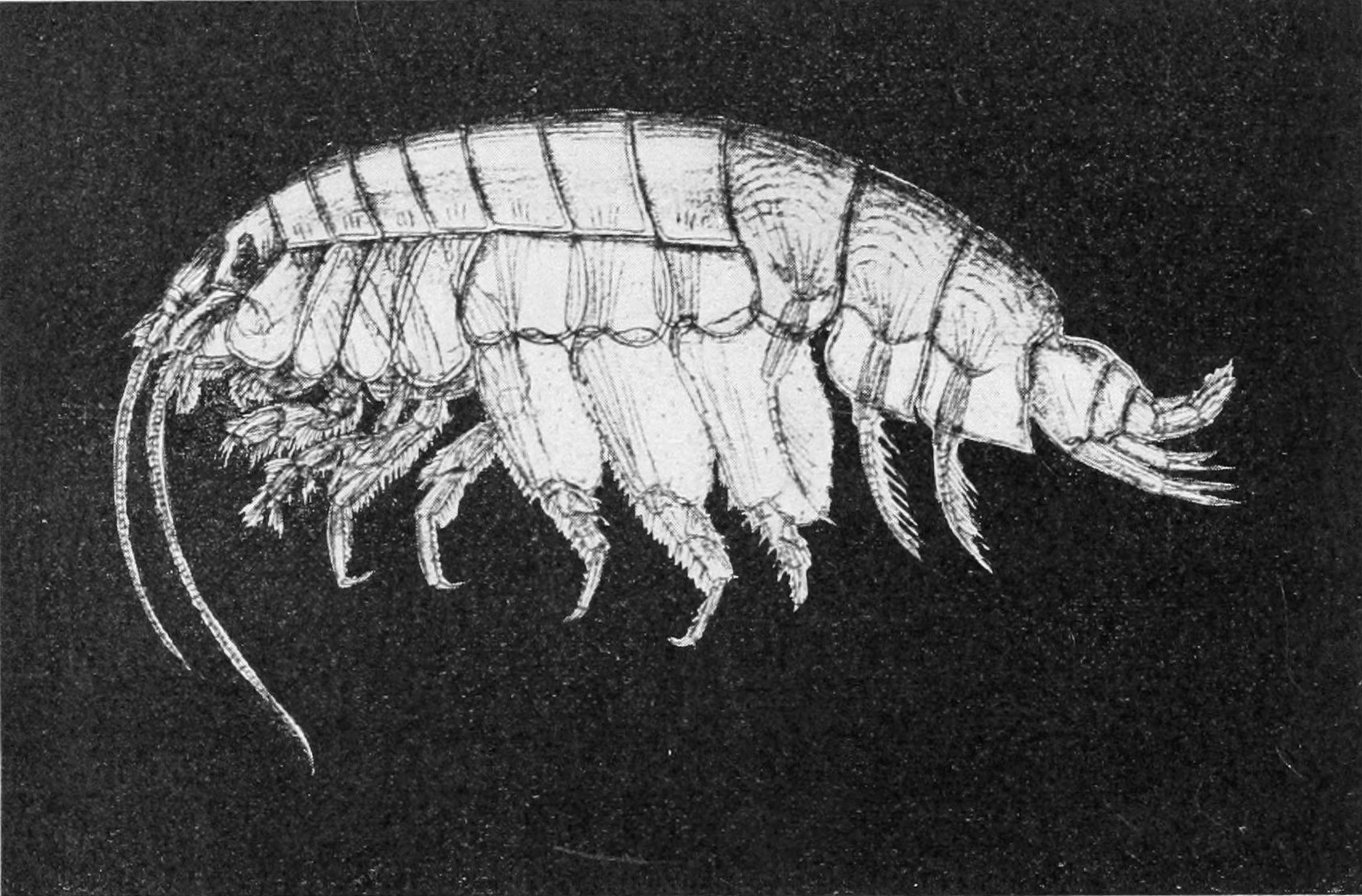